# Solbiate Olona
Solbiate Olona is een gemeente in de Italiaanse provincie Varese (regio Lombardije) en telt 5667 inwoners (31-12-2004). De oppervlakte bedraagt 4,9 km², de bevolkingsdichtheid is 1404 inwoners per km².

## Demografie
Solbiate Olona telt ongeveer 2087 huishoudens. Het aantal inwoners steeg in de periode 1991-2001 met 16,7% volgens cijfers uit de tienjaarlijkse volkstellingen van ISTAT.
| Jaar | Inwoneraantal |
| ---- | ------------- |
| 1991 | 4792          |
| 2001 | 5594          |

## Geboren
- Bernardo Rogora (1911-1970), wielrenner en veldrijder

## Geografie
Solbiate Olona grenst aan de volgende gemeenten: Fagnano Olona, Gorla Maggiore, Gorla Minore, Olgiate Olona.